# Óscar Guillermo Garretón
Óscar Guillermo Garretón Purcell (Valparaíso, 14 de octubre de 1943) es un economista, empresario, consultor y político chileno. En distintos momento de su trayectoria política militó en el Movimiento Amarillos por Chile, el Partido Demócrata Cristiano (PDC), el Movimiento de Acción Popular Unitaria (MAPU), el Partido por la Democracia (PPD) y el Partido Socialista de Chile (PS). Durante el gobierno del presidente Salvador Allende ejerció como subsecretario de Economía, desde 1970 hasta 1972. Luego, entre mayo y septiembre de 1973, se desempeñó como diputado en representación de la 17.ª Agrupación Departamental correspondiente a Concepción, Tomé, Talcahuano, Yumbel y Coronel.

## Familia y estudios
Nació en Valparaíso el 14 de octubre de 1943, hijo de Óscar Garretón Señoret y de Aída Purcell Winter, realizó sus estudios primarios y secundarios en los colegios de los Sagrados Corazones de Valparaíso, de Viña del Mar y en los Sagrados Corazones, de Santiago.
Posteriormente ingresó a la Pontificia Universidad Católica (PUC), donde fue presidente de la Acción Católica Universitaria (ACU). Se tituló como ingeniero comercial en 1968.
En 2007 enviudó de María Virginia Rodríguez, con quien se había casado en 1967 y con quien tuvo tres hijas: Virginia, Valentina y Francisca.

## Trayectoria política

### Inicios
En 1966, en pleno gobierno del presidente democratacristiano Eduardo Frei Montalva, se incorporó al Estado como funcionario del programa denominado Promoción Popular.
En 1968 participó de reuniones con cristianos de izquierda en las villas pobres de Santiago, que luego se organizaron en Iglesia Joven, con el fin de crear un organismo representativo común que a la postre no tendría éxito.
En 1969 fue uno de los fundadores del Movimiento de Acción Popular Unitaria (MAPU), colectividad de izquierda —surgida de la DC chilena— que apoyó a la Unidad Popular y de la cual llegó a ser secretario general.

### Gobierno de Salvador Allende
Luego del triunfo del socialista Salvador Allende, en las elección presidencial de 1970, el 3 de noviembre de asumió como subsecretario de Economía, cargo que ocuparía hasta fines de 1972 y que tendría un rol central en el proceso de expropiación de numerosas empresas privadas, como la filial local de la gigante estadounidense ITT Corporation.

### Diputado
En las elecciones parlamentarias de 1973 llegó al Congreso Nacional como diputado de la República por la 17.ª Agrupación Departamental que incluía en ese entonces a Concepción, Tomé, Talcahuano, Coronel y Yumbel. Durante su periodo legislativo participó en la Comisión de Economía, Fomento y Reconstrucción. El golpe de Estado del 11 de septiembre de 1973 le impidió culminar su periodo, el cual finalizaba en el año 1977. Días antes de este evento había sido objeto de una orden de desafuero presentada ante la Corte de Apelaciones, por la Fiscalía Naval, acusado de llamar a la sedición.
Durante los últimos meses del gobierno de Allende se unió a otros miembros del MAPU para formar la facción más radical de la tienda, de corte marxista-leninista, la cual se conoció como MAPU Garretón.

### Dictadura militar y exilio
Luego del golpe militar permaneció varios meses en la embajada de Venezuela en su país. En ese momento se le consideraba uno de los diez hombres más buscados por el nuevo régimen, el cual era liderado por el dictador Augusto Pinochet.
En 1975 se radicó con su familia en La Habana, Cuba, donde vivió en un departamento en el edificio Granma, donde el gobierno cubano alojó a varios exiliados chilenos. Posteriormente vivió en Francia y Argentina, donde trabajó para el MAPU. Luego ingresó clandestinamente a Chile, para lo cual se operó la nariz.
En 1987, gracias a la autorización del almirante y miembro de la Junta de Gobierno José Toribio Merino, regresó para ver a su padre moribundo y se presentó voluntariamente a la justicia naval, permaneciendo seis meses detenido en Valparaíso.
En 1988 se incorporó al Partido por la Democracia (PPD) —tienda de la que llegó a ser vicepresidente— y al año siguiente ingresó al Partido Socialista (PS).

### Gobiernos de la Concertación
Entre 1990 y 1993 ocupó la presidencia del Metro de Santiago por encargo del presidente Patricio Aylwin. Desde ese puesto le tocó iniciar el proceso de expansión a la comuna de La Florida.
En lo sucesivo se concentraría en actividades privadas, como cuando asumió como presidente de la Compañía de Telecomunicaciones de Chile (CTC) (desde 1993) y de Empresas Iansa (desde 2001), entre otras muchas iniciativas en los más diversos campos.

## Historial electoral

### Elecciones parlamentarias 1973
- Elecciones parlamentarias de 1973, candidato a diputado por la 17ª Agrupación Departamental, Concepción, Talcahuano, y Yumbel[13]